# Echt jetzt?!
Echt jetzt?! ist der Titel einer österreichischen Quizshow, die erstmals am 27. Oktober 2017 auf ORF eins lief. Moderiert wird die Sendung von Andi Knoll und Mirjam Weichselbraun.

## Konzept
Drei Paare, bestehend aus je zwei Prominenten, treten in Quizrunden aber auch in Spielerunden gegeneinander an. Jede Sendung steht dabei unter einem speziellen Thema. Da der 26. Oktober in Österreich Nationalfeiertag ist, trägt die erste Sendung den Titel Land der Berge-mythisch, heißgeliebt und kurios.

### Sendungen
- 27. Oktober 2017 (Land der Berge – mythisch, heißgeliebt und kurios)

1. Viktoria Schnaderbeck und Manuela Zinsberger
2. Viktor Gernot und Barbara Kaudelka
3. Thomas Kamenar und Julian le Play

- 3. November 2017 (Alles hat ein Ende – abgelaufen, obsolet und eingegraben)

1. Eva Maria Marold und Omar Sarsam
2. Der Nino aus Wien und Gerald Votava
3. Philipp Hansa und Gabi Hiller

- 10. November 2017 (Let’s have a Party – wild, verrückt und hemmungslos)

1. Gregor Seberg und Katharina Straßer
2. Manuel Rubey und Thomas Stipsits
3. Hans Bürger und Verena Scheitz

- 17. November 2017 (It’s a Man’s World – Fakten, Lügen, Stereotype)

1. Sunnyi Melles und DJ Wittgenstein
2. Hans Knauß und Oliver Polzer
3. Karl Hohenlohe und Martina Hohenlohe

## Erfolg
Die erste Show erreichte einen Marktanteil von 15 Prozent und 404.000 der Zuschauer.